# Damara-Supergruppe

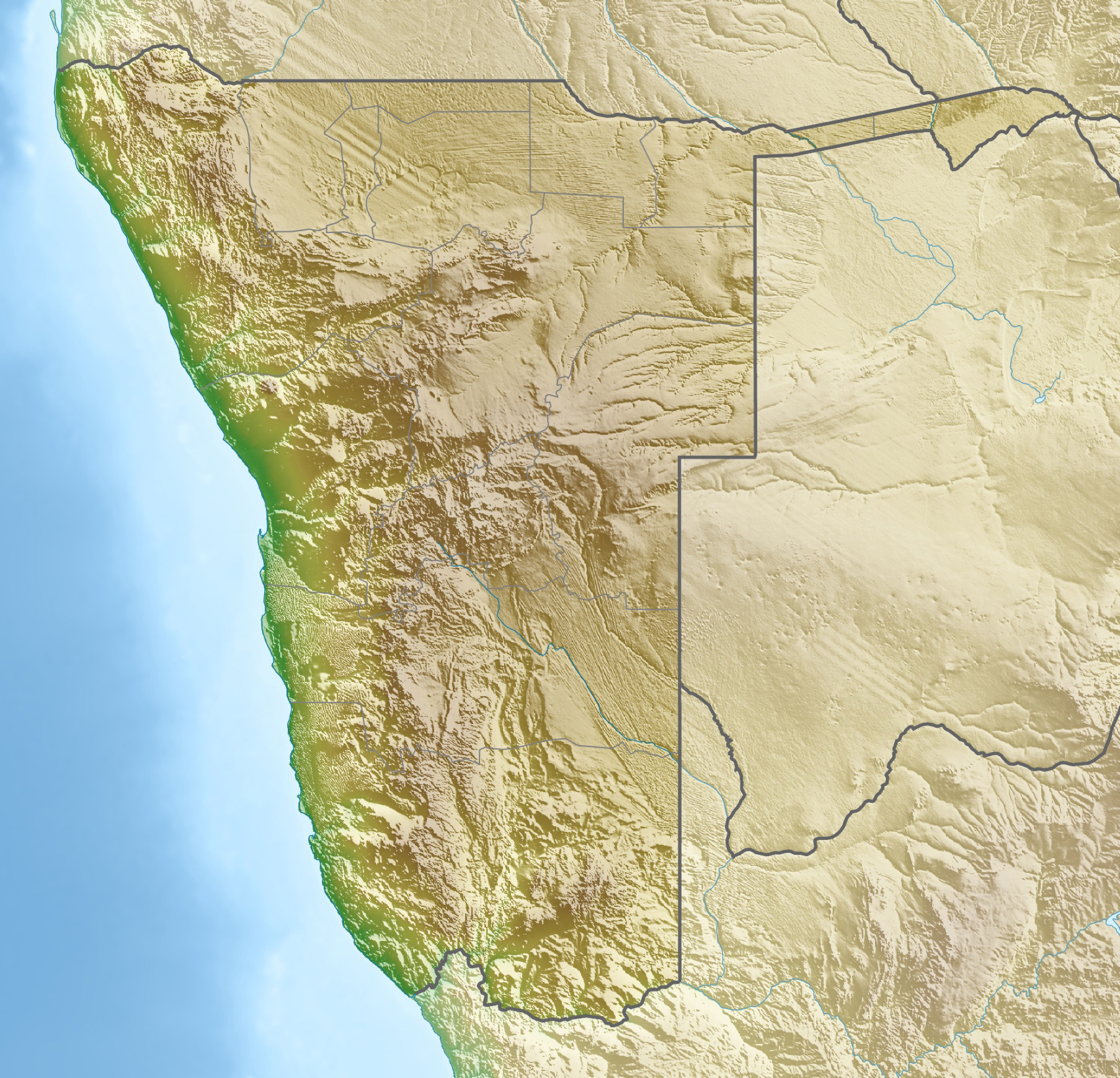
Reliefkarte Namibias

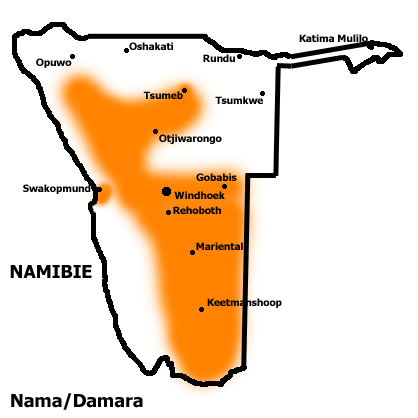
Traditionelles Siedlungsgebiet der Volksgruppe Damara in Namibia

Die Damara-Supergruppe, auch als Damara-Sequenz bezeichnet, ist eine lithostratigraphische Einheit im Rang einer Supergruppe, die das deformierte und metamorphe sedimentäre Deckgebirge der Grundgebirgseinheiten des Damara-Gürtels umfasst. Sie besteht aus einer Vielzahl von Schichten aus verschiedenen Ablagerungsmilieus und -zeiträumen.
Die Entstehung der Ausgangsgesteine, z. B. Lockergesteine und deren Sedimentation erfolgte hauptsächlich infolge der Ausbildung von mehreren Grabenbrüchen bzw. Grabenbruchsystemen zwischen den Kratonen Kongo-São Francisco (abgekürzt Kongo-SF) und Kalahari im Zeitraum von etwa 780 bis 500 Millionen Jahren (abgekürzt mya) während des Zerfalls des Superkontinents Rodinia bis hin zur Formierung von Pannotia.
Der Name Damara leitet sich von der Bezeichnung für die afrikanische Volksgruppe Damara ab, die ursprünglich in weit verbreiteten Siedlungsgebieten in Namibia heimisch war.

## Geographische Lage und Erstreckung
Der Damara-Gürtel, auf dem die Damara-Sequenz lagert, erstreckt sich entlang der Westküste des Südatlantiks über ca. 1.400 km vom Kunene-Fluss im Norden bis zum Oranje-Fluss im Süden. Die West-Ost-Ausdehnung von der Atlantikküste ins Landesinnere bis zum östlichen Aufschluss des Grootfontein-Inliers nahe der Gemeinde Grootfontein beträgt ca. 530 km. Die östlichen und nördlichen Bereiche dieses Gürtels werden von jüngeren Sedimenten der Kalahari überdeckt.

## Geodynamischer Rahmen
Die geodynamische Entwicklung der Damara-Sequenz hängt mit der Bildung und dem Zerfall des Superkontinents Rodinia zusammen. Als dieser sich um 900 mya gebildet hatte, waren u. a. die Kratone Kalahari, Río de la Plata sowie Kongo mit São Francisco (abgekürzt Kongo-SF) zu einer Landmasse verbunden.

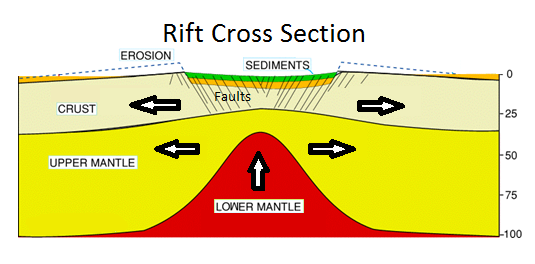
Prinzipdarstellung einer Grabenbruchbildung

Im Zeitraum von 780 bis 740 mya entstanden von den Plume-Ereignissen initiierte intrakontinentale Grabenbrüche (englisch Rifts) entlang eines Triple Junction (Tripelpunkt) zwischen den „afrikanischen“ Kratonen Kongo-SF und Kalahari sowie dem „südamerikanischen“ Río-de-la-Plata-Kraton. Mutmaßlich liegt der Tripelpunkt bei der namibischen Stadt Swakopmund in der Region Erongo. Die Grabenbrüche entwickelten sich zu einer Ozeanbodenspreizung und weiter zu einem Meeresbecken, dem Adamastor-Ozean. Er trennte somit die Kratone Kongo-SF und Kalahari von dem Río-de-la-Plata-Kraton.

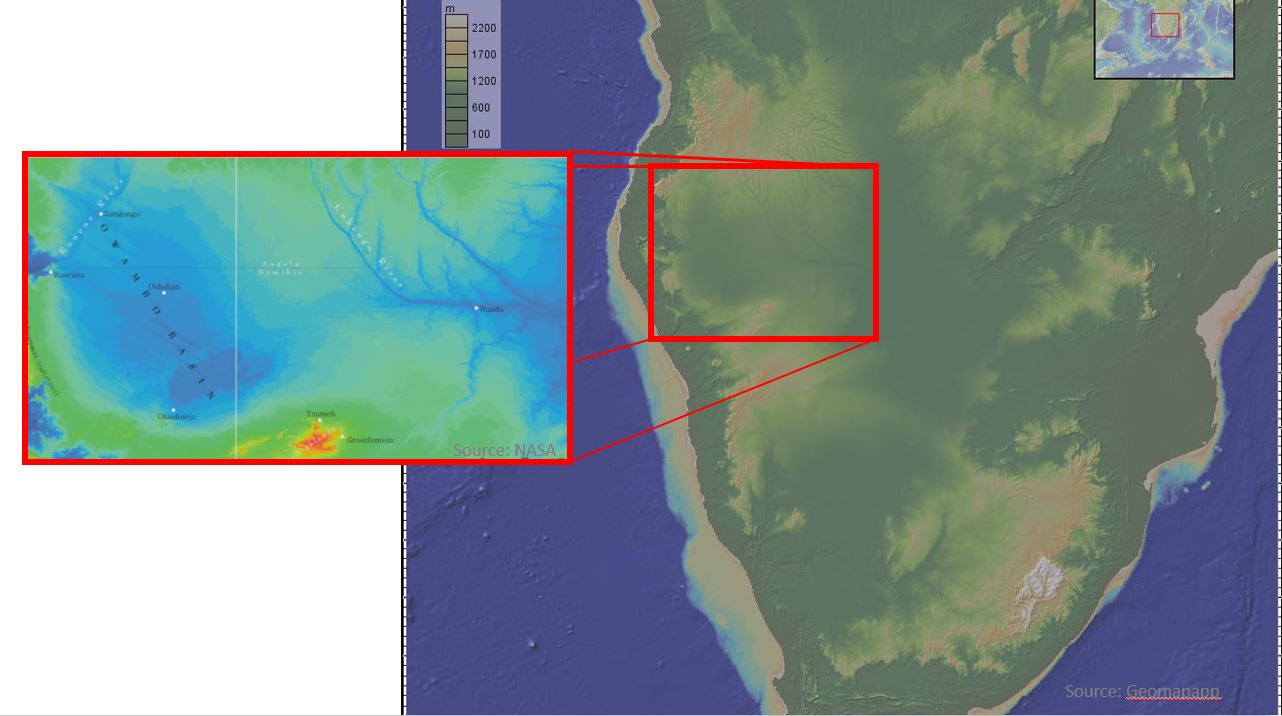
Owambo Basin auf dem südwestlichen Rand des Kongo-Kratons

Im Zusammenhang mit Grabenbruchbildungen entwickelte sich infolge von tektonisch bedingten Dehnungen eine Senkungszone im SW des Kratons Kongo-SF. In der weiteren geologischen Entwicklung bildete es sich zu einem tiefgründigen Sedimentbecken aus, das als Owambo Basin bezeichnet wird. Es erstreckt sich zwischen den heutigen Nord-Namibia und Süd-Angola.
Zwischen den Kongo-SF- und Kalahari-Kratonen bildeten sich in West-Ost-Richtung mehrere fast parallel verlaufende intrakontinentale Grabenbrüche. Sie formten Becken, die mit zunehmender Krustenabsenkung mit Meereswasser aus dem Adamastor-Ozean geflutet wurde. Im nördlichen Rift bildete sich das Outjo-Meer, im südlichen das Khomas-Meer. In der weiteren geologischen Entwicklung entwickelte sich im südlichen Rift der Khomas-Trog, in dem ein Mittelozeanischer Rücken und eine Ozeanbodenspreizung entstand.

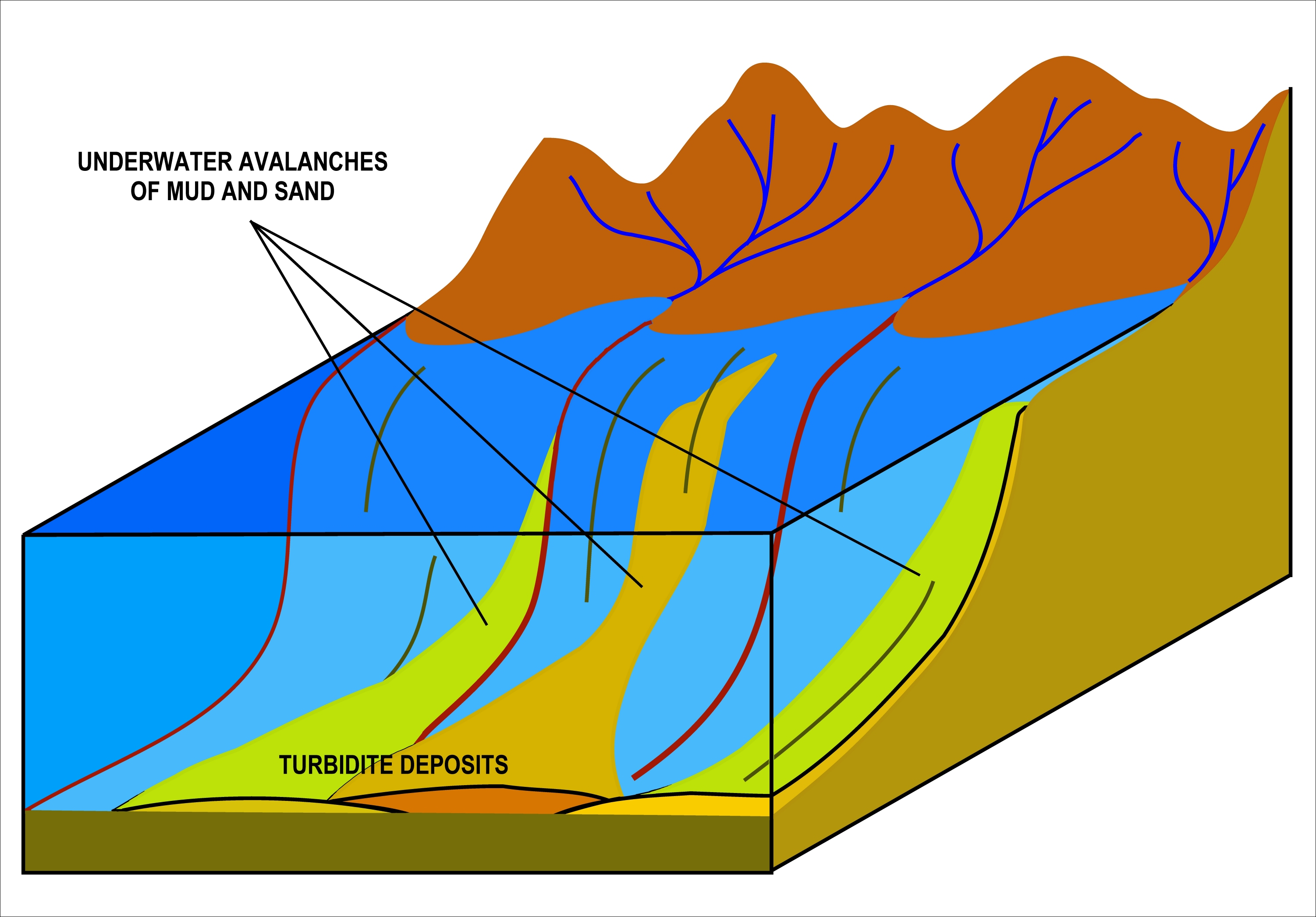
Prinzipdarstellung turbidite Hangrutschungen am Kontinentalschelf und -Ablagerung im Tiefseebereich

An den Rändern der Kratone Kongo-SF und Kalahari lösten sich z. T. mächtige Gesteinsschichten, die in Form von lawinenartigen Turbiditen die marinen Abhänge der Meeresbecken herab glitten und sich allochthon oft weit entfernt als mächtige Schichten ablagerten. Die Turbidite entstanden am südlichen und nördlichen Rand des Damara-Gürtels sowie in dessen mittleren Bereich.
Für mehrere Millionen Jahre dienten die Grabenbrüche als Sammelbecken für unterschiedlichstes Sedimentmaterial, wie Flussablagerungen oder Sande, aus denen sich später Konglomerate, Sandsteine oder Quarzite bilden konnten. Auch vulkano-sedimentäre Schichten lagerten sich ab.
Zwischen etwa 750 und 580 mya traten die Kaigas-Eiszeit, Sturtische Eiszeit die Marinoische Eiszeit und die Gaskiers-Eiszeit auf, von denen einige globale Ausbreitung hatten (Schneeball Erde). Mit dem Abschmelzen der dicken Eisdecken entstanden enormen Mengen an Schmelzwasser, in denen Carbonate, Diamiktite- bzw. Tillite und weitere Sedimente gebildet wurden. Diese Eiszeiten bzw. deren Ablagerungen stellen wichtige Daten für die geochronologische Bestimmung der Ereignisse in der Erdgeschichte dar.
Ab 655 mya folgte auf die Divergenz- die Konvergenzphase zwischen den kratonischen afrikanischen und südamerikanischen Kontinentalschollen. Von 595 bis 540 mya schloss sich der Adamastor-Ozean, wodurch die Kratone Río de la Plata und Kalahari kollidierten.
Zwischen 595 und 540 mya subduzierte das Khomas-Meer nordwärts unter den Kraton Kongo-SF. Mit der Annäherung der Kratone Kongo-SF und Kalahari subduzierte letzterer teilweise unter der Kraton Kongo-SF. Durch dessen Auflast auf den Kalahari-Kraton entstand eine Lithosphärensenke, die als Nama-Vorlandbecken mächtige Sedimente aus den erodierenden umgebenden Gebirgen aufnahm. Eine in WO-Richtung verlaufende Aufwölbung des Grundgebirges teilt das Nama-Vorlandbecken in ein nördliches und südliches Teilbecken.

## Tektono-stratigraphische Gliederung

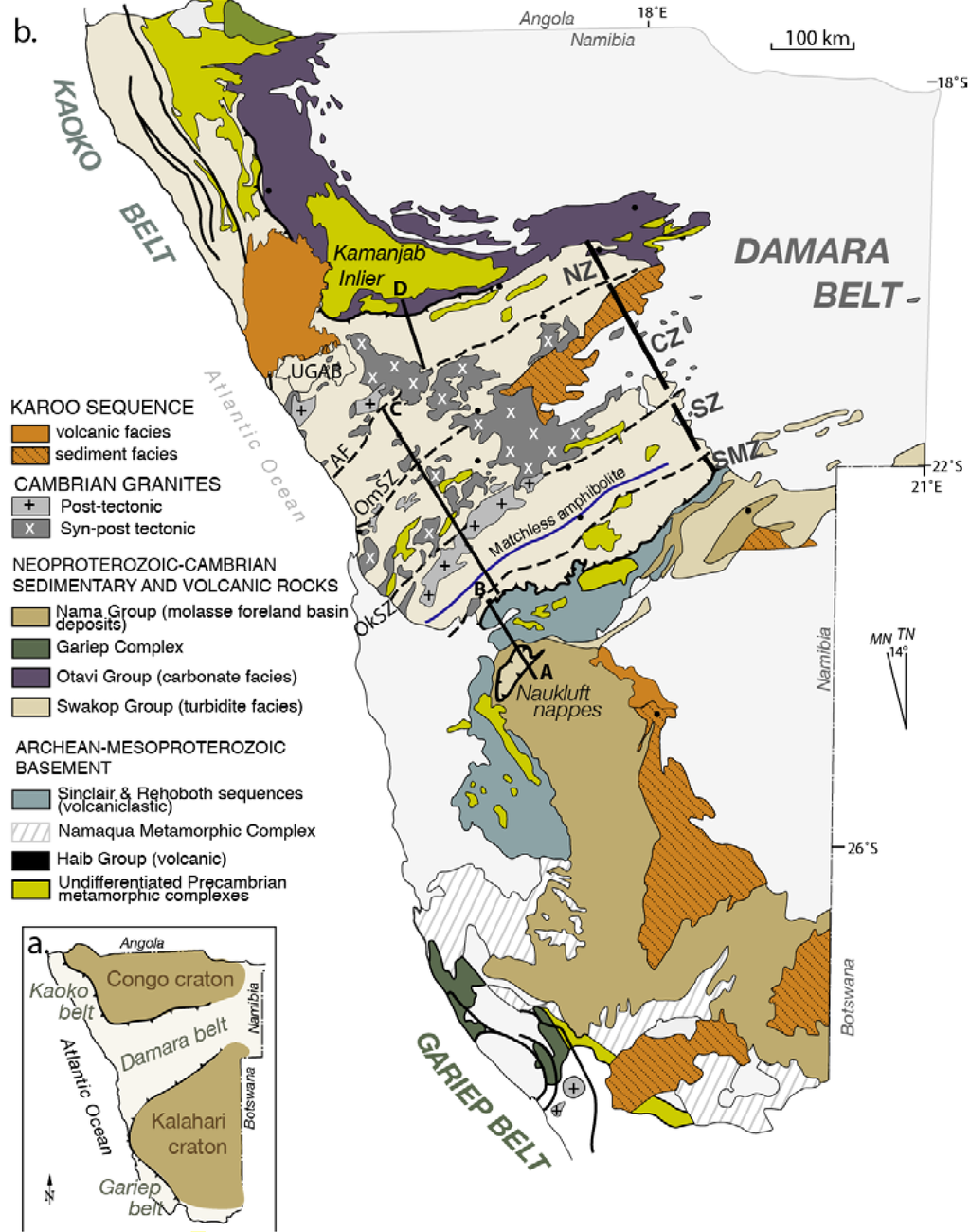
Damara-Orogen mit Kaoko-Gürtel im Norden, Damara-Gürtel im Zentrum und Gariep-Gürtel im Süden

Der Damara-Gürtel wird anhand der tektoniknischen Entwicklung, Stratigraphie, Lithostratigraphie und den geologischen Einheiten in mehrere, näherungsweise gleichgerichtete tektonisch-stratigraphische Zonen gegliedert. Die Zonen sind getrennt durch Verwerfungen, Lineamente, Störungen oder stratigraphische Übergängen.
Vom Norden nach Süden sind die Zonen mit den sie trennenden geologischen Einheiten wie folgt angeordnet:
1. Nördliche Plattform (englisch Northern Platform)
2. Nördliche Randzone (englisch Northern Margin Zone) mit dem Khorixas-Gaseneirob Thrust zur
3. Nördlichen Zone (englisch Northern Zone) mit dem Autseib Fault/Otjohorongo Thrust zur
4. Zentrale Zonen (englisch Central Zone) mit dem Omaruru Lineament zwischen der Nördlichen und der Südlichen Zentralen Zone mit dem Okahandja Lineament zur
5. Okahandja Lineament Zone zur
6. Südlichen Zone (englisch Southern Zone) mit dem Matchless Amphibolit Member innerhalb dieser Zone und der Gomab River Line zur
7. Südlichen Randzone (englisch Southern Margin Zone) mit Gomab River Lineament und dem Frontal Thrust
8. Nama-Vorlandbecken

## Grundgebirge und Inlier

### Kratonisches Stockwerk

Schema eines Kontinentalblocks mit verschieden alten Grundgebirgs- und Orogenkomplexen sowie sedimentärem Deckgebirge

Das Grundgebirge (englisch Basement) des Damara-Gürtels bildet die Basis der sedimentären Damara-Sequenz. Es besteht im Wesentlichen aus dem kratonnischen Stockwerk, meist archaischen Alters, wie die Kratone Kongo-SF und Kalahari sowie dem aufliegenden Khan River-Detachment. Dieses bildet als Abscherung eine duktile Scherzone und trennt den granitischen Gneisuntergrund des kratonischen Stockwerks von der metamorphen Damara-Sequenz. Die Schichtdicke dieser Scherzone liegt zwischen 50 m und 2 km.

### Inlier
Verbunden mit Grundgebirge sind mehrere Inlier (Enklaven). Diese sind lokal entweder teilweise aufgeschlossen oder von Sedimentschichten überdeckt. Sie bilden wahrscheinlich unterhalb der Damara-Sequenz große Erweiterungen des kratonischen Stockwerkes. Die Inlier entstanden ab ca. 2.000 mya im Rahmen der Eburnischen Orogenese an aktiven Rändern der Kratone Kongo-SF und Kalahari. Während der Kibara-Orogenese ab 1.500 mya ereigneten sich weitere magmatische Phasen. Die bedeutendsten sind der Kamanjab-Inlier, der Grootfontein-Inlier und der Abbabis-Inlier, die dem Kraton Kongo-SF zugeordnet sind, während sich der Rehoboth-Inlier am Rand des Kalahari-Kratons entwickelte.
Der Kamanjab-Inlier, der nach dem Dorf Kamanjab in der Kunene-Region benannt wurde, erstreckt sich im Südosten des Kaoko-Gürtels und ist nördlich und östlich umgeben von der Nördlichen Plattform und südlich von der Nördlichen Zone des Damara-Gürtels bzw. der Damara-Sequenz. Er bildete sich ab etwa 1.860 mya.
Der Grootfontein-Inlier erhielt den Namen von der Gemeinde Grootfontein in der Region Otjozondjupa und befindet sich an der östlichen Vereinigung der Nördlichen Plattform mit der Nördlichen Zone. Seine Entstehung begann ab etwa 2.022 mya.
Der Abbabis-Inlier befindet sich in der Zentralen Zone des Damara-Gürtels. Sein Name bezieht sich auf den stillgelegten Bahnhof Abbabis in der Region Erongo. Der Inlier tritt in Form von mehreren domförmigen Ausbissen zu Tage, die sich infolge Kompression und Stauchung des kratonischen Stockwerks entwickelten. Sein Alter wird um ca. 1.925 mya angegeben.
Der Rehoboth-Inlier ist benannt nach der Stadt Rehoboth in der Region Hardap. Er entstand am nordwestlichen Rand des Kalahari-Kratons und wird aufgeteilt in die Rehoboth-Sequenz und in die Sinclair-Sequenz. Die Rehoboth-Sequenz entwickelte sich während der Eburischen Orogenese zwischen 1.800 und 1.600 mya, während die Sinclair-Sequenz zwischen 1.200 und 1.000 mya entstand und somit in den Zeitraum der Kibarischen Orogenese fällt. Diese vulkano-sedimenetären Ablagerungen treten Ausbisse in der Südlichen Randzone auf.
Für die Entstehung der Rehoboth-Sequenz wird ein tektonischer Bildungsraum an einem aktiven Kontinentalrand postuliert mit Inselbogen- und Backarc-Becken-Bildung und deren späterer Anlagerung an den Kalahari-Kraton. Die bis zu 15 km mächtige Rehoboth-Sequenz besteht aus felsischen und andesitischen Vulkaniten, in die Quarzite, Phyllite, Kalksilikate und diverse Konglomerate eingeschaltet sind.
Die überlagernde Sinclair-Sequenz hat sich vermutlich in einem intrakontinentalen Spreizungsregime mit Grabenbruchbildung entwickelt. Sie enthält in vier Grabenbruchzyklen Sedimentlagen aus klastischen Sedimenten, hauptsächlich Sandsteine und Schiefer sowie bimodale Vulkanite (englisch Bimodal volcanismus), die sowohl mafische als auch felsische Magmenanteile innerhalb eines Lavaaustritts beinhalten. In der jüngsten Lage sind Quarzite und Schiefer enthalten. Die Sinclair-Sequenz formt eine Kette an der Geländeoberfläche hervortretenden Ausbisse entlang des nordwestlichen Rand des Kalahari-Kratons.

## Damara-Sequenz
Die Angaben über den frühesten Beginn der Sedimentationen im Damara-Gürtel schwanken zwischen 1.000 und 850 mya. Diese beziehen sich auf Kollisions- und Zerfallsprozesse des Superkontinents Rodinia, wie Orogenesen und die damit verbundene Erosionen.

Prinzipdarstellung von Horst-Graben- (oben) und Halbgraben- (unten) Verwerfungen

Verwerfungstypen:
A: Blattverschiebung
B: Abschiebung
C: Aufschiebung

Die Evolution der Damara-Sequenz im engeren Sinn steht im kausalen Zusammenhang mit der Ausbildung von den intrakontinentalen Grabenbrüchen zwischen den Kartonen Kongo-SF und Kalahari um 780 mya. In diesen entwickelten sich verschiedene Graben-Horst-Systeme, Halb-Graben (englisch half-graben), Rücken und Verwerfungen. tektonische und erosive Prozesse ließen aus den betroffenen Ausgangsgesteinen Sedimente entstehen. Diese überdecken die unteren geologischen Stockwerke entsprechend ihrer regionalen geographischen Entwicklung und Verbreitung.
Verlässlichere Angaben über die Sedimentationen und deren Alter lieferten geochronologische Messungen an magmatischen Gesteinen, die in die Sedimente intrudierten bzw. sie überlagerten. Sie dokumentieren ein Mindestalter von etwa 756 mya. Das Ende der Sedimentationsphase wird datiert zwischen 520 und 510 mya.
Die Damara-Sequenz besteht aus Sedimenten mit zum Teil sehr unterschiedlichen Gesteinseigenschaften, die sich in verschiedenen Ablagerungsmilieus der Grabenbruchbecken auf dem Festland (terrestrisch), in Fließgewässern (fluviatil), in Binnengewässern (limnisch) oder im Meer (marin) ablagerten.
Die Sedimentschichten liegen meistens unregelmäßig auf den jeweiligen unteren Stockwerken und auch untereinander. Sie unterlagen vielfältigen Deformationen und Metamorphosen. Diese wurden vor allem von tektonischen Vorgängen initiiert und waren in den einzelnen Zonen z. T. sehr unterschiedlich ausgeprägt.
Gemäß der räumlichen und strukturellen Vorkommen der Ablagerungen wird die Damara-Sequenz lithostratigraphisch in verschiedene Gruppen, Untergruppen und Formationen sowie weitere Einheiten unterteilt. Sie spiegeln die Ablagerungsmilieus und -zeiträume der Sedimente wider und sind nicht in allen Bereichen des Damara-Orogens gleichermaßen präsent. Auch ist die Gliederung nicht vereinheitlicht, da sie oft zwischen verschiedenen Veröffentlichungen variiert. Auch differieren die Altersangaben in der Literatur oft erheblich.

### Nosib-Gruppe
Die Nosib-Gruppe bildet die unterste lithostratigraphische Einheit der Damara-Sequenz. Die Ablagerung der Sedimente erfolgte in einem Zeitraum von etwa 780 bis 740 mya.

Schematisches Profil einer Flachküste
Schematisches Profil eines Kontinentalrandes mit Schelfbereich
Prinzipdarstellung der sedimentären Schichtverschiebung bei einer Transgression (oben) und einer Regression (unten)

Die anfänglich terrestrisch sedimentierten Schichten gerieten in der weiteren Entwicklung der Grabenbrüche unter seichte marine Überdeckung. Die Entwicklung setzte am Nordwestrand des Kalahari-Kratons ein und beinhaltet neben terrestrischen, fluviatilen und limnischen bis hin zu marin geprägten Ablagerungsmilieus von Wattgebieten an Flachküsten. In Salztonebenen, auch Playa-Ebenen genannt, oder in flachen zeitweise mit Wasser gefüllten Sabchabecken konnten sich dolomitische Carbonate und Sedimente unter Bildungsbedingungen mit hypersalinaren, hoch konzentrierten Salzgehalten entwickeln.
Eine vollmarine Entwicklung der oberen Nosib-Formation ist u. a. dokumentiert in der 1,5 km mächtigen Hakos-Überschiebungsdecke innerhalb der Hakosberge. Diese Decke enthält Schelffazies mit mächtigen Lagen aus Quarziten und Schwarzschiefern sowie quarzitische marine Trübeströme. Am Südrand des Kratons Kongo-SF ist ebenfalls eine Verschiebung der marinen Küstenlinie von West nach Ost Transgression nachgewiesen. Eine Sequenz von tillitischen Gletscherablagerungen weist im Westen deutliche marine Einflüsse auf, während diese weiter östlich abnehmen und schließlich ausbleiben.
Im Damara-Gürtel ist die Nosib-Gruppe bis auf die Südliche Zone und die Okahandja Lineament Zone in allen übrigen Zonen vorhanden. Die basale, unterste Formation ist auch nicht innerhalb des nördlichen Bereiches der Nördlichen Zentralen Zone existent, wo insgesamt die Nosib-Gruppe ausdünnt.
Die Nosib-Gruppe bildet bis zu 7 km mächtige Schichten. Diese variieren jedoch stark zwischen den einzelnen Zonen des Damara-Gürtels abhängig von der Evolution und Struktur der semi-parallelen Grabenbrüche, die in ihnen enthaltenen Rücken bzw. tektonischen Horste und Verwerfungen. Besonders mächtig sind die Ablagerungen in der Südlichen Randzone bis 6 km und der Nördlichen Zone mit mehr als 6,5 km, während in der Nördlichen Zentralen Zone die Schicht relativ dünn ist.
Die unterste und damit älteste Formation ist weit verbreitet im Damara-Gürtel. Sedimentiert wurden deren Gesteine anfänglich auf dem südwestlichen Rand des Kratons Kongo-SF sowie dem nordwestlichen Rand des Kalahari-Kratons. Der südwestliche Bereich des Kratons Kongo-SF ist charakterisiert durch das große Owambo Basin, das die Nördliche Plattform des Damara-Gürtels bildet.
Die sedimentierten Gesteine bestehen aus meist groben bis mittelgroben und relativ schlecht sortierten, mit großer Bandbreite der Kornfraktionen vorkommenden Siliziklastika mit meist typischer blassbraunen bis blassrosa Färbung. Sie enthält fluviatil transportierte feldspathaltige Quarzite, Arkosen und Arenite, verschieden zusammengesetzte Konglomerate sowie glimmerhaltige und feldspathaltige Gneise in terrestrischen, fluviatilen und limnischen Ablagerungsmilieus. Kiesvorkommen sowie Parallel- und Schrägschichtungen sind eindeutige Merkmale von Sedimenttransport durch Fließgewässer.
- Im Bereich der Nördlichen Randzone[15] und der Nördlichen Zone, die den südwestlichen Rand des Kratons Kongo-SF darstellen und an die Östliche Kaoko-Zone und Ugab-Zone grenzen, ereigneten sich in der Nosib-Gruppe mehrere magmatische Ereignisse. Die dabei freigesetzten Gesteine werden nicht zu den Sedimenten, sondern den Eruptivgesteinen zugerechnet. Sie bilden räumlich getrennte und unterschiedlich alte Sequenzen und haben auf die Regionale Geologie des Damara-Orogens und das Verständnis für dessen Entwicklung eine herausragende Bedeutung.

Die ältere ist die 50 km² große Oas-Intrusion in der Nördlichen Randzone mit einem Alter von 756 mya. Die Oas-Intrusion bestimmt somit das Mindestalter der unteren Nosib-Formation in diesem Bereich. Charakteristisch sind die darin auftretenden Syenite mit Mineralanteilen von Hornblende und Quarz. Diese Intrusion durchdrang einerseits den alten Gneis des dortigen relativ kleinen südlich des Kamanjab-Inlier liegenden Welwitschia-Inlier und anderseits die feldspathaltigen Quarzite der unteren Nosib-Formation. Südlich grenzt sie an die carbonatischen und feinklastischen Schichten der Swakop-Gruppe.
Westlich von der Oas-Intrusion lagerten sich in der oberen Nosib-Formation rhyolithische pyroklastische Ascheströme, Tufflagen sowie Ignimbrite und graue, quarz- und feldspatreiche Porphyre (englisch Bostonite) ab. Diese Vulkanite stehen in keinem Kontakt mit der Oas-Intrusion, haben aber ein vergleichbares Alter.

Schema einer peleanischen Eruption
1: Aschewolke
2: Aschenfall
3: Lavadom
4: Vulkanische Bomben
5: Pyroklastischer Strom
6: Aschen- und Lavaschichten
7: Gesteinsschicht
8: Schlot
9: Magmakammer

Zwei weitere magmatische Sequenzen entstanden 60 km südöstlich der Oas-Intrusion. Die erste Sequenz besteht überwiegend aus kaliumbetonten alkalinen rhyolithischen pyroklastischen Ascheströmen, Ignimbriten und grauen, quarz- und feldspatreichen Porphyren mit einer Mächtigkeit von 6,6 km. Sie bilden den Großteil des 150 km² großen Summas Mountains-Inlier. Diese Sequenz korreliert mit derjenigen westlich der Oas-Intrusion. Das Alter datiert auf 746 mya. An der Nordostseite dieses Inlier lagerten sich natriumbetonte alkaline rhyolithische Lavaströme, Tuffe und andesitische Porphyre ab, die von einer Verwerfungszone durchschnitten werden. Das Alter wird mit 747 mya angegeben.
- In der Nördlichen Zone[18] kommen in der oberen Nosib-Formation hauptsächlich feldspathaltige Quarzite und Konglomerate vor, jedoch nicht in allen Bereichen dieser Zone. Südlich des Kamanjab-Inlier trennt eine während einer Kaltzeit entstandene diamiktitische Sedimentschicht die obere Nosib-Formation von der auflagernden, basalen Formation der Otavi-Gruppe. Diese Sedimentschicht mit einer Mächtigkeit von bis zu 130 m besteht aus einer feldspat- und eisenhaltigen schlammig-sandiger Matrix mit dunkler Färbung. Darin sind verstreut gerundete Kiesel bis Felsbrocken große Gesteinsbruchstücke enthalten, die von der unterliegenden Nosib-Formation stammen. Das Alter dieser Schicht datiert um 746 mya und kann somit der Kaigas-Eiszeit zugeordnet werden.

- In der Zentralen Zone und der Südlichen Randzone kommen die sonst vorhandenen unteren Nosib-Ablagerungen kaum vor. Die obere Nosib-Formation besteht hier aus Gesteinen mit carbonatischen bis mergeligen Fazies. Die Zentrale Zone[19] ist geprägt durch feldspathaltige, pyroxenhaltige und amphibolithaltige Quarzite und Gneise sowie einige dünne Lagen von Konglomeraten und Siliziklastika und biotithaltige und amphibolithaltige Glimmerschiefer. Die Sedimente umschließen die ausbeißenden (zu Tage tretenden) Dome des Grundgebirges. In der Südlichen Randzone sind neben Quarziten und Konglomeraten auch Phyllite und Dolomitgesteine vertreten. In beiden Zonen gibt es Hinweise auf unterschiedlich ausgeprägte Verdampfungsgesteine (Evaporite), die in übersättigten Lösungen ausgeschieden wurden.

### Otavi-Gruppe
Die Otavi-Gruppe überdeckt die oberste Nosib-Formation oder lagert stellenweise direkt auf dem Grundgebirge. Sie umschließt den Kamanjab-Inlier nördlich, südlich sowie östlich und sedimentierte somit auf dem südwestlichen Rand des Kratons Kongo-SF in einem marinen Milieu von Schelfbereichen. Regionalstrukturell sind es die Nördliche Plattform mit den Otavibergen, die Nördliche Randzone und die Nördliche Zone des Damara-Gürtels sowie die Östliche Kaoko-Zone mit dem östlichen Kaokoveld. Die Sedimente erreichen Mächtigkeiten bis zu 6 km. Östlich wird die Otavi-Gruppe begrenzt von den Sedimenten der Nosib-Gruppe, die sich auf der Nördlichen Plattform im Owambo Basin ablagerten. Ab der Zentralen Zone dünnt die Otavi-Gruppe aus; weiter südlich ist sie nicht mehr vertreten.
Die Ablagerung der Otavi-Sedimente begann nach etwa 760 mya und endete um ca. 600 mya.
- Die basale Otavi-Untergruppe enthält als unterste Formation einen glazigenen Diamiktit-Horizont aus wenig oder nicht sortierten Konglomeraten, Brekzien, Schluffsteinen, feldspathaltigen Sandsteinen und Bändererzen (englisch Banded iron formation BIF). Diese 130 m dicke Formation lagert stellenweise direkt auf den Grundgebirgen der Kamanjab- und Grootfontein-Inlier oder lokal auf der obersten Formation der Nosib-Gruppe. Das Alter wird mit 746 angegeben, welches in die Kaigas-Eiszeit fällt.

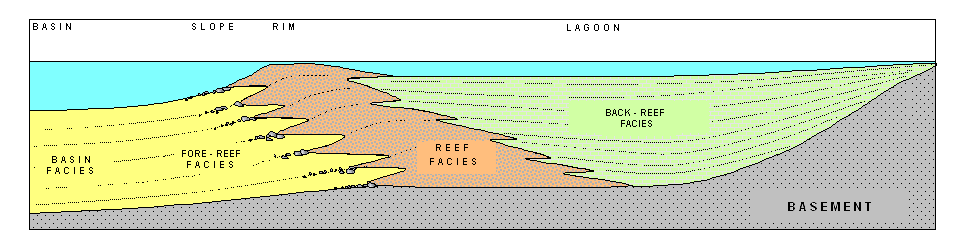
Prinzipieller Aufbau einer Karbonatplattform

Darüber befindet sich eine 1,7 km mächtige Karbonatplattform, bestehend aus Formationen mit wechselnden Lagen aus massigen Dolomitsteinen, gebankten Kalksteinen, Schiefern, Cherts, stromatolithische Kalksteinen und Oolithen sowie diversen Brekzien. Diese Formationen entwickelten sich in einem seichten marinen Milieu. Die in der untersten Formation gleichermaßen enthaltenen Brekzien und Klasten sowie carbonatischen Lagen stellen den Übergang von klastischen Ablagerungen zu überwiegend chemischer Ausfällung dar. Die oberste Formation repräsentiert einen äußeren Schelfbereich mit Stromatolith-Riffen, in dem sich oolithische Carbonate und siliziklastische Sedimente ablagerten.
- Die überlagernde Untergruppe enthält an der Basis wieder eine glazigene Diamiktit-Formation mit einer Mächtigkeit von 200 m. Sie bildet lithostratigraphisch die Grenze zur unterlagernden Untergruppe und hat ein Alter um 635 mya, welches der Marinoischen Eiszeit zugeordnet werden kann. Die darüber befindlichen Formationen bilden wiederum eine 3,5 km mächtige Karbonatplattform aus Dolomitsteinen und Kalksteinen. In diese sind Lagen von Brekzien, Cherts, Glimmerschiefern, stromatolithtischen Kalksteinen, Schiefern, Subgrauwacken, Konglomeraten, Areniten, Oolithen sowie Phylliten eingeschaltet.

Das Vorhandensein von intra-formationalen (innerhalb einer vorhandenen, älteren Matrix neu geformte Konglomerate) mit gewundener und verdrehter Ablagerungen sowie granuliertem, zu Körnern zerriebener Schutt lässt auf eine Schutthaldenfazies an einem Abhang oder Riff einer Plattform schließen. Aus einem Wattmilieu im inneren Schelfbereich mit schwach ausgeprägten Gezeiten sowie aus lokalen hypersalinen, sehr salzhaltigen Binnengewässern (englisch Hypersaline lake), in denen Algenmatten lebten (siehe auch → Algenlaminit), entwickelten sich infolge Verdunstung Evaporitlagen. Erosion der obersten Otavi-Formation führte zu einer Karstlandschaft.

### Swakop-Gruppe
Die Swakop-Gruppe sedimentierte in der Nördlichen Zone, der Zentralen Zone, der Südlichen Zone und der Südlichen Randzone des Damara-Gürtels sowie in der Zentralen und Westlichen Zone des Kaoko-Gürtels. Die Swakop-Gruppe überdeckt in den nördlichen Bereichen die Otavi-Sedimente, in den südlichsten die sehr ausgedünnten Nosib-Ablagerungen oder direkt das Grundgebirge.
Der Sedimentationszeitraum reicht von etwa 760 bis 580 mya.
- Die Nördliche Zone enthält am Südrand des Kamanjab-Inlier in der basalen Untergruppe eine heterogene Sequenz aus überwiegend biotitischem Glimmerschiefer. Daneben kommen quarzhaltige und carbonathaltige Sandsteine, Arenite, Dolomite und braune Marmore vor. Weiterhin sind Calcite, Quarze, Muskovite und Plagioklase enthalten. Lokal sind auch Granate und Skapolithe vertreten. Generell kann diese Sequenz auch als Subgrauwacken-, Subarkose-, Kalksandstein- und dolomitische Kalkarenit-Schiefer-Sequenz bezeichnet werden, die etwa 4,9 km mächtig ist. Sie entstand durch zwei Turbidite unterschiedlicher Genese und lithologischer Fazies am Rand des Grabenbruchs der Nördlichen Zone. Geodynamisch deuten die turbiditen Vorgänge auf eine fortschreitende Beckenabsenkung hin.[7]

Die eine turbidite Ablagerung ist gekennzeichnet durch den hohen Calciumcarbonat-Anteil, der eindeutig mit stromatolithischen Riffen und Riffgesteinsschutt im Zusammenhang steht. Diese wurden episodisch von einem seichtmarinen Nordhang in ein tiefer liegendes Becken transportiert und dort in mehreren dolomitsch umgewandelten Gesteinshorizonten abgelagert. Als Quelle der turbiditen Sedimente kann die basale Swakpo-Untergruppe angenommen werden.
Die andere turbidite Strom besteht überwiegend aus siliciumhaltigem klastischem Kieselgestein, Quarziten und Schluffgesteinen. Diese wurden meist gemeinsam mit Glimmerschiefern abgelagert. Diese Turbidite entstammen wahrscheinlich östlichen Sedimenten aus der Nosib-Gruppe und wurden entlang der Grabenbruchachse transportiert.
- In der Zentralen Zone[21][22] hat die Swakop-Gruppe eine relativ geringe Mächtigkeit von kleiner 3 km. Sie sedimentierte direkt auf dem Grundgebirge vermutlich anfänglich in einem seichten epikontinentalen marinen Milieu, ähnlich einem nur zeitweise gefluteten Nebenmeer. Mit später folgender tektonischer Absenkung konnte ein Meeresspiegelvorrücken weitere Landmassen bedecken.

Die basale Untergruppe enthält nur eine Formation mit einer bis zu 200 m dicken heterogenen lithostratigraphischen Ablagerungsfolge, die in einem seichten marinen Milieu sedimentierte. Obwohl diese Formation die dünnste in der Damara-Sequenz ist, enthält sie doch die größte Variation an Gesteinstypen. Die Sedimente bestehen aus verunreinigten dolomitischen Marmoren, Kalksilikatgneis, Quarziten, Konglomeraten sowie biotit- und cordierithaltige Glimmerschiefer. Weiterhin kommen klastische Arkosen, Quarzite und massive serpentinithaltige Marmore vor.
Die darüber liegende Untergruppe enthält an der Basis eine 700 m dicke glazigene diamiktitische Formation aus deformierten grau-grünen Gesteinsbruchstücken und aus einer geschieferten Quarz-, Biotit-, Feldspat-Matrix. Die Klasten variieren von eckigen über schwach gerundeten bis hin zu runden Geröllen mit kleinen und größeren Kieseln. Manche Gesteinsfragmente entstammen der unterliegenden Formation. Geringfügig kommen Bändererze, Marmore und Pelite vor. Diese basale Formation ist in allen übrigen Gruppen der Damara-Sequenz enthalten und hat ein Alter von um 710 mya, das der Sturtischen Eiszeit entspricht. Darüber folgt eine Cap-Carbonat-Formation, die aus Marmoren, Kalksilikaten, Grauwacken und Glimmerschiefern besteht und den oberen Abschluss der unterliegenden diamiktitischen Formation bildet.
Die oberste Untergruppe mit den drei Formationen repräsentiert einen Wechsel des bisherigen sedimentären Ablagerungsmilieus hin zu dem auf einem marinen Schelf. Die basale Formation bildet wieder einen diamiktitischen Horizont, der auf 635 mya datiert und der global verbreiteten Marinoischen Eiszeit zugeordnet wird. Obwohl dieser Horizont in der Zentralen Zone des Damara-Gürtels nur schwach ausgebildet ist, kann er durch seine von Gletschern verfrachteten Dropstones identifiziert werden. Weiterhin sind Kalksilikate und mafische Vulkanite vertreten. Die darüber liegende Formation besteht fast gänzlich aus einer dicken Sequenz aus Carbonaten, wie Marmore und Dolomitsteinen. Aus ihr lösten sich aus einem relativ schmalen, aber bis zu 350 km langen Bereich am südöstlichen Rand der Zentralen Zone Turbidite, die als Trübe- oder Suspensionsströme den Abhang zur Südlichen Zone herab glitten und dort eine bis zu 5 km mächtige Kalksilikat-Sequenz ablagerten. Die oberste Formation in der Zentralen Zone wird durch eine sehr dicke Lage aus Peliten gebildet. Diese Gesteinssequenz reicht auch bis in die Okahandja Lineament Zone und die Südliche Zone des Damara-Gürtels, wo sie den größten Sedimentstapel mit einer vermuteten Mächtigkeit bis zu 10 km bildet.
- In der Südlichen Zone[24][25] sedimentierte die Swakop-Gruppe während der weiteren Beckenabsenkung und -erweiterung mit nur einer Untergruppe. Sie hat eine durchschnittliche Mächtigkeit von 3 km, die sich weiter nördlich in Richtung der Okahandja Lineament Zone, die zwischen der Südlichen und der Zentralen Zone liegt, auf 10 km erhöht. Sie besteht hauptsächlich aus Sedimenten, enthält aber auch magmatische Gesteine der durch die Südliche Zone verlaufenden Matchless Amphibolite Zone.

Diese Sedimente bilden eine mächtige Grauwacken-/Schiefer-Sequenz. Sie besteht überwiegend aus Psammiten, Schluffsteinen und Peliten mit eingeschalteten Lagen und Linsen aus Kalksilikaten und Quarziten. Die Psammite, Schluffsteine und Pelite können als Glimmer-, Quarz- und Plagioklas-Glimmerschiefer bezeichnet werden. Ein wichtiger lithologischer Marker ist ein graphitischer Glimmerschiefer mit großer lateraler Ausdehnung im Zentrum der Südlichen Zone. Auch kommen quarzitische und skapolithhaltige Glimmerschiefer vor. Daneben treten carbonatreiche Gesteine mit hohem Calcitanteil und anderen Beimengungen auf.
Die eingeschalteten Lagen und Linsen aus Kalksilikaten stammen von Turbiditen, die den nördlichen Beckenrand herab glitten. Sie haben ihren Ursprung in den oberen Formationen der Zentralen Zone und entstanden in einem schmalen bis zu 350 km langen Abschnitt. Dabei überdecken sie entweder die unterliegende Swakop-Ablagerungen oder direkt das Grundgebirge. Sie bildet eine Sequenz mit regional unterschiedlichen Mächtigkeiten, die bis zu 5 km erreichen kann. Während mehrerer Phasen bildeten sich annähernd 15.000 Einzellagen, in denen auch Pelite, Quarzite, Dolomite und Marmore in unterschiedlich wechselnden Anteilen enthalten sind. Die vertikalen Ablagerungssturkturen lassen Phasen von verstärktem (Progradation) oder geringerem (Retrogradation) Sedimenteintrag erkennen, während die lateralen Fazies deutlich das Muster eines tiefmarinen Ausbreitungsfächers mit einer Breite bis zu 150 km zeigen.
In der schmalen, 400 km langen Matchless Amphibolite Zone treten Gabbros, Granat- und Cordierit-Gneise sowie Amphibolite auf, die bei der Ozeanbodenspreizung in der Südlichen Zone entstanden. In dieser Zone kommen auch calciumreiche und silicatreiche Skarne vor, die sich durch Einwirkung von hydrothermalen Lösungen gebildet haben.
- In der Südlichen Randzone[8] überdeckt die Swakop-Gruppe die ausgedünnten Nosib-Ablagerungen oder direkt das Grundgebirge mit einer Mächtigkeit von bis zu 7,5 km. Die Sedimentation erfolgte während einer zunehmenden Absenkung des südlichen Vorlandes. Dabei kam es zu einer marinen Ingression, eines langsamen Meeresvorrückens einer der Flut ausgesetzten flachgründigen Senkungsküste bis hin zum flachmarinen Milieu im Küstenbereich auf die Rehoboth- und Sinclair-Sequenzen.

Die 3 km mächtige basale Untergruppe enthält eine dicke untere Formation aus charakteristisch weißem bis grauem dolomitischem oder calcitischem Marmoren. Stellenweise kommen carbonatische Arkosen und carbonatische Phyllite, quarzitische Sandsteine und Schluffsteine sowie diamiktitische Konglomerate sehr unterschiedlicher Größe vor, die direkt vom Untergrund abstammen und keinen Sedimenttransport erkennen lassen. Die Mächtigkeiten und Ausbildungsformen dieser Formation sind regional sehr unterschiedlich und reichen von einer Sabcha-Fazies, die sich in einem nur zeitweise bewässerten Becken ohne Oberflächenabfluss bildete bis zu klastischen Schwemmkegelfächern. Diese stark wechselnden Ablagerungsbedingungen deuten auf einen küstennahen Bereich hin.
An Abhängen des unterschiedlichen submarinen Reliefs glitten Turbidite aus Quarziten herab, die in biotitischen und graphitischen Glimmerschiefern eingeschaltete sind. Sie lagerten in mehreren Phasen eine 1,5 km mächtige Sequenz ab, die sich aus etwa 4.500 Einzellagen bildete. Als Quelle wird das Gebirge der Hakosberge angesehen, aus dem große Mengen quarzitischer Sande stammen, die sich als tiefmarine Schwemmfächer ablagerten. Das Alter wird mit etwa 710 mya angegeben und kann somit der Sturtischen Eiszeit zugeordnet werden.
Die folgende, aufliegende Formation entwickelte sich in einem Becken mit hypersalinen, übersättigten Solen. Sie lagerte sich ab auf einer ausgedehnten Schelfplattform, die eines Vorrückens der Küstenlinie ausgesetzt war. Kennzeichnend für diese Formation sind die Schwarzschiefer, in die Carbonate mit Ankerit und Siderit eingeschaltet sind.
An der Basis der 4,5 km dicken oberen Untergruppe ist ein glazigener Leithorizont eingeschaltet. Die Sedimentation erfolgte in einem sehr flachmarinen Bereich während eines kaltzeitbedingten globalen Meeresspiegel-Rückzugs (siehe auch → Eustasie). Die Mächtigkeit dieses Horizonts schwankt stellenweise sehr stark von einigen Metern bis zu hunderten Metern. Lithostratigraphisch kennzeichnend sind die von Gletschern abgelagerten Dropstones unterschiedlicher Größe. Neben den Dropstones lagerten sich Konglomerate ab, die auch Carbonate aus der basalen Untergruppe enthalten können, Psammite und Quarzithorizonte mit ungradierter Schichtung, bei der sich die vertikale Größendifferenzierung der Sedimentgesteine kaum ändert. Häufige sind auch Rinnenfüllungen mit quarzitischen Sandsteinen.
Neben dem glazigenen Horizont sedimentierten in der oberen Untergruppe zwei Formationen, die sich in tieferen marinen Zonen bildeten. Die monotonen Ablagerungen der einen Formation bestehen u. a. aus grobkörnigen, massigen granathaltigen und chlorithaltigen Glimmerschiefern, Quarziten, grauen glimmerhaltigen Dolomitsteinen und lokalen Marmoren mit eingeschalteten Amphiboliten. Die oberste Formation bildet eine markante Schicht aus relativ geringmächtigem rhyolithischem und stark verkieseltem Ignimbrit-Strom mit charakteristischer rötlicher Färbung, der vermutlich einen untermeerischen magmatischen Austritt darstellt.

### Mulden-Gruppe
Die Mulden-Gruppe ist hauptsächlich in den Otavibergen, auch Otavi-Bergland genannt, auf der Nördlichen Plattform des Damara-Gürtels existent, die als Teil des großen Owambo Basin auf dem Kraton Kongo-SF definiert ist.
Die Orogenese der Otaviberge steht im Zusammenhang mit der plattentektonischen Kollision der Kratone Kongo-SF und Kalahari. In der letzten postorogenen Deformationsphase ereigneten sich Krustenhebungen der Nördlichen Plattform und Fragmentationen des Gebirgskomplexes. Sie erzeugten verschieden gerichtete Falten und Verwerfungen, die noch heute die Geomorphologie der Otaviberge prägen.
Die Mulden-Gruppe ist umgeben von der mächtigen Karbonatplattform der Otavi-Gruppe auf der Nördlichen Plattform, die sie diskordant überlagert und mit ihr lokal verzahnt ist. Die Sedimentmächtigkeit beträgt bis zu 2 km.
Die Sedimentationsphase wird mit etwa 580 bis 530 mya angegeben.
Die Sedimente der Mulden-Gruppe sind der molasseähnlichen Abtragungsschutt aus Erosionsprozessen der Otaviberge, auch Otavi-Bergland genannt, die sich im nordöstlichen Bereich des Damara-Gürtels bei der namengebenden Stadt Otavi in der Region Otjozondjupa erstrecken. Die Otaviberge entwickelten sich als ein Faltengebirgskomplex auf dem Grootfontein-Inlier während mehrerer Deformationsphasen. Die Sedimente lagerten sich überwiegend in Kernbereichen von Faltenmulden am nördlichen und südlichen Rand der Otaviberge ab. Sie stammen von den im Zentrum liegenden Faltenaufwölbungen. Die Sedimentation erfolgte überwiegend in einem terrestrischen bis seichtmarinen deltaischen Ablagerungsmilieu.
Die basale Formation sedimentierte im nördlichen Bereich der Otaviberge und besteht überwiegend aus Konglomeraten, feldspathaltigen Areniten, Sandsteinen, Quarziten und Arkosen. Geringfügig kommen Subgrauwacken vor. Diese Molassesedimente füllten auch Karst-Depressionen, -Klüfte und -Spalten in der Otavi-Karbonatplattform. Infolge von Deformationen und Dehnungen bildeten sie sich zu schlauchförmigen Boudinagen aus. In ihnen entwickelten sich bedeutende Minerallagerstätten.
Darüber liegt eine phyllitische Formation mit geschieferten feldspat-, quarz- und muskovithaltigen Gesteinen in hellgrauer bis schwarzer Färbung. Diese Formation tritt im südlichen Bereich der Otavi-Berge auf und ist bekannt als Otavi-Valley-Schiefer, in der auch Eisensulfide mit Spuren von Chalkopyrite (Kupferkies), Sphalerite (Zinkblende) und Galenite (Bleiglanz) enthalten sind (siehe auch → Sedimentbasierte Bodenschätze). Daneben kommen psammitische Lagen sowie graphitische Dolomitsteine und Mergel vor.
Die oberste Formation lagert nördlich der Otavi-Berge im Owambo-Basin. Sie ist geprägt durch eine Sequenz aus Schluffsteinen, Sandsteinen und laminierten Schlammgesteinen (englisch Shale), in die eine markante mittlere, dunkelfarbige Subformation aus Schlammgesteinen mit einer Mächtigkeit von etwa 100 m eingeschaltet ist. Diese repräsentiert ein marines Ablagerungsmilieu.

### Nama-Gruppe
Die Sedimente der Nama-Gruppe lagern großflächig im Nama-Vorlandbecken auf dem nordwestlichen Bereich des Kalahari-Kratons.
Die Nama-Gruppe entwickelte sich in einem Zeitraum von 570 bis 510 mya und wird in drei Untergruppen gegliedert:
Die basale Kuibis-Untergruppe sedimentierte direkt an der östlichen Flanke des Rehoboth-Inlier im südlichen und nördlichen Nama-Teilbecken. Sie ist gekennzeichnet durch eine Sandstein- und eine Carbonatdominierte Formation. Die von Sandsteinen geprägte unterste Formation lagert in der tiefsten Zone des südlichen Teilbeckens mit einer Mächtigkeit von etwa 200 m. Die oberste Formation ist von Carbonaten geprägt und entstand ebenfalls im südlichen Teilbecken mit einer relativ geringmächtigen Lage aus dünn geschichteten Kalksteinen, in der unregelmäßig geformte Brekzien enthalten sind.
Die Schwarzrand-Untergruppe erreicht eine Mächtigkeit von 1,4 km und lagert im südlichen Nama-Teilbecken, wo sie westlich an die Kuibis-Untergruppe angrenzt. Die unteren Lagen bestehen aus sehr feinkörnigen siliziklastischen Schluffsteinen- und Tonsteinen sowie Sandsteinen. Darüber folgt eine Karbonatplattform, die sich südwärts auf eine Mächtigkeit bis auf 1 km erhöht.
Die Fish-River-Untergruppe bildet die oberste und östlichste Ablagerungssequenz. Sie überdeckt die Schwarzrand Untergruppe. Die Gesteine der Fish-River-Untergruppe können als Molassen bzw. Abtragungsschutt der erodierenden Orogene des Damara-Gürtels angesehen werden. Die basale Formation besteht in der untersten Bank überwiegend aus Konglomeraten, die sich zu Geröllen entwickelt haben. Darüber folgt eine Formation aus überwiegend rotbraunen Schluffsteinen mit Glimmeranreicherungen, die Tonsteingerölle enthalten.
Die oberste Formation besteht zuunsterst aus feingeschichteten Lagen grüner bis grauer Schluffsteine und Feinsandsteine mit typischer grüner und roter Feinbänderung und Glimmeranreicherungen.
In der sedimentären Nama-Gruppe entwickelte sich während des Ediacariums (635 bis 541 mya) die bedeutende Nama-Fossilgemeinschaft (siehe unter → Nama-Gemeinschaft), deren typische Vertreter auch in Südchina, British Columbia, Kanada und der Mojave-Wüste von Nordamerika gefunden wurden.

## Sedimentbasierte Bodenschätze
Der Damara-Gürtel enthält viele sedimentbasierte Lagerstätten, in denen sich Buntmetall-Erze entwickelten. Abhängig von der Ergiebigkeit, den Förderkosten und den Verkaufserlösen sind nicht alle Vorkommen wirtschaftlich rentabel, und nur wenige werden derzeit abgebaut. Die Schwerpunkte liegen in den Otavibergen und untergeordnet im Bereich des Matchless Amphibolite Members. Abbau und Verhüttung haben hier volkswirtschaftliche Bedeutung.
Ein großer Minenbetreiber ist z. B. Weatherly International, der Bergbauaktivitäten im nördlichen und mittleren Namibia unterhält, wo schwerpunktmäßig Kupfererze lagern.

### Bildungsprozesse

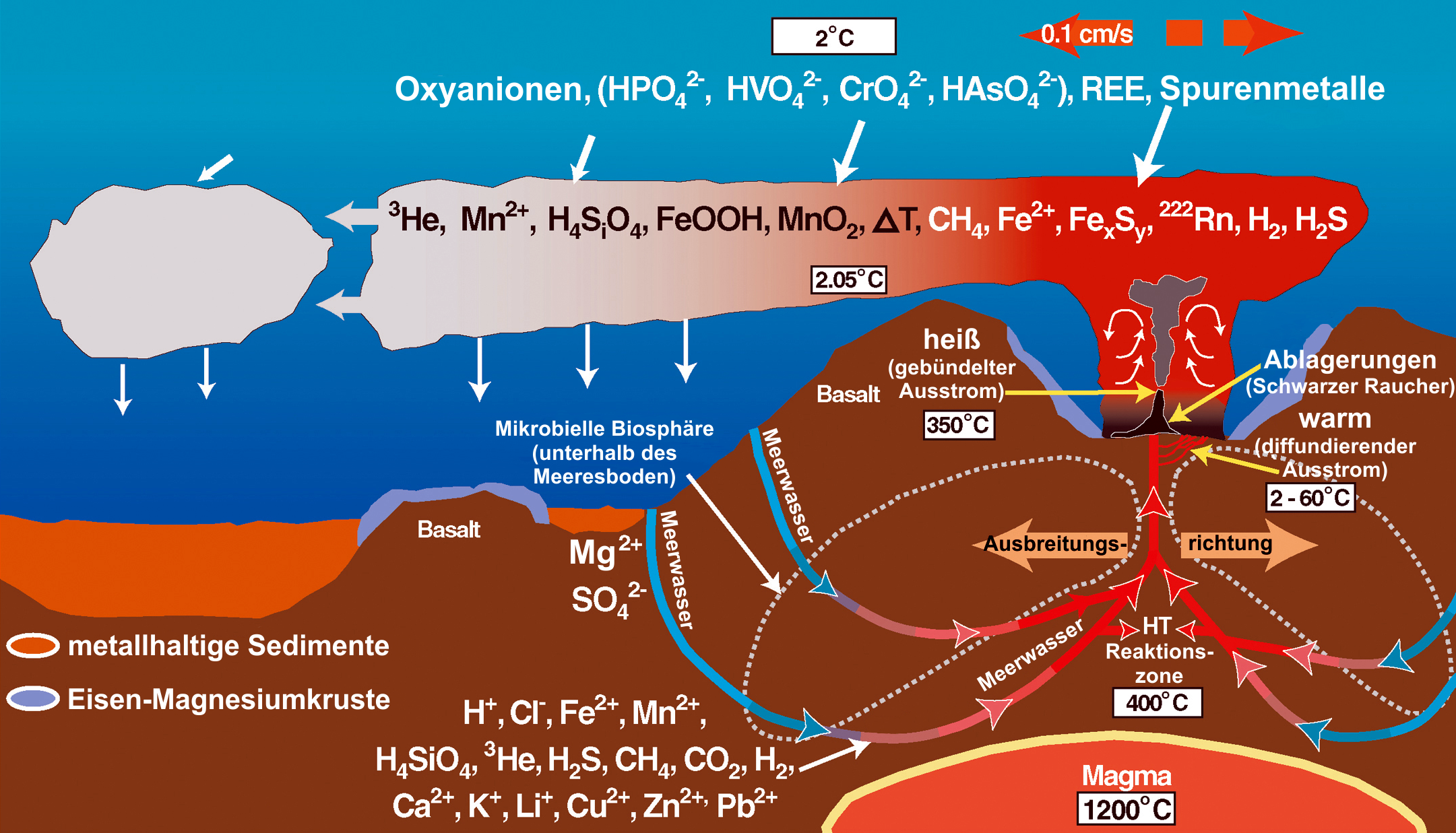
Prinzipschema von hydrothermalen Prozessen in der Tiefsee

Sedimentbasierte Bodenschätze mineralisierten in mehreren Buntmetall-Erz-Lagerstätten. Deren Genese erfolgte in unterschiedlichen geologischen Milieus, geochemischen Prozessen und Zeiträumen. Die Mineralisation erfolgte meist als Mineralvergesellschaftung.
Die Bildung der Buntmetall-Lagerstätten begann anfänglich mit der Zirkulation von salzhaltigen Solen in Grabenbruchbecken sowie durch hydrothermale Prozesse oberhalb des Meeresbodens. Die Mineralsalze wurden aus dem Grundgebirge und den vulkanoklastischen und siliziklastischen Gesteinen des Grabenbruchbeckens herausgelöst. Mit dem Aufstieg der heißen Lösungen nahmen Druck und Temperatur ab, was zur Ausfällung der Minerale und zur Sedimentär-exhalative Lagerstätten-Bildung führte. Dies wird auch als hypogener Prozess (englisch Hypogene) bezeichnet.
In einer weiteren Bildungsphase wurden die primär gebildeten Minerale bzw. Erze supergen (englisch Supergene) chemisch umgewandelt. Dabei entstanden oft aus den hypogen gebildeten Sulfiden Nicht-Sulfide. Tektonische Hebungen mit Bruch- und Spaltenbildung brachten diese ursprünglich tief unter Wasser liegenden Lagerstätten an oder nahe an die Erdoberfläche, so dass unter Einwirkung von Atmosphäre und Hydrosphäre chemische Verwitterung und Oxidation stattfinden konnten. Diese Prozesse führten zur chemischen Um- und Neubildung der Minerale sowie zu deren Anreicherung.
Alle hier behandelten Lagerstätten haben sich hypogen und supergen entwickelt.
Die Mineralisation und Erzbildung erfolgte während mehrerer Deformations- und Metamorphose Phasen der Pan-Afrikanischen Orogenese, wodurch jeweils u. a. neue hydrothermale Aktivitäten ausgelöst wurden.

### Buntmetallerze
Die Otaviberge beherbergen eine Vielzahl von Lagerstätten mit Buntmetallerzen. Gemäß der räumlichen und strukturellen Vorkommen und zeitlichen Entwicklung werden sie den Gruppen der Damara-Sequenz zugeordnet werden.

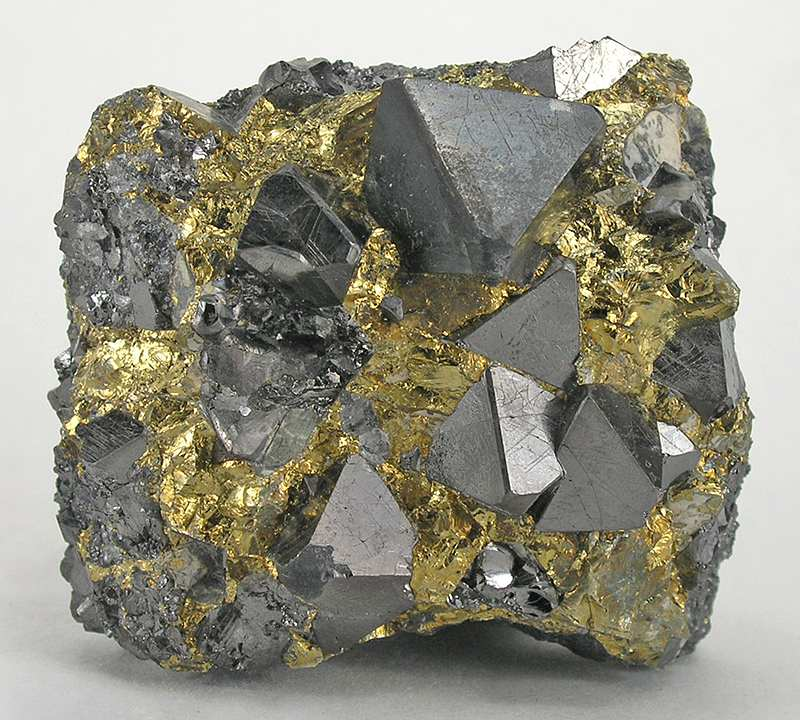
Sulfid Chalkopyrit vom Berg Aukas, Namibia
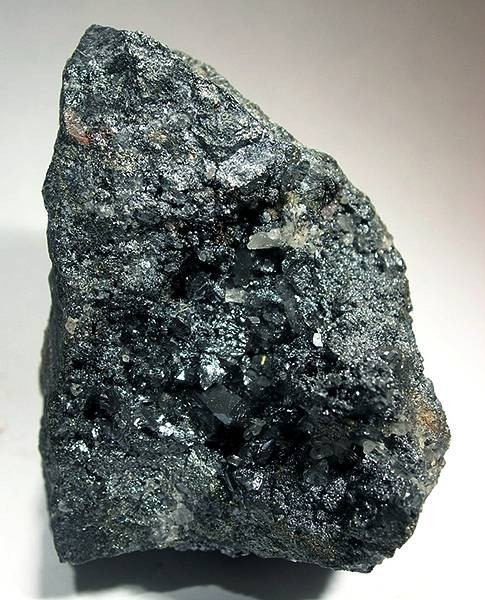
Sulfid Chalkosin aus der Tsumeb Mine (Tsumcorp Mine), Tsumeb, Namibia
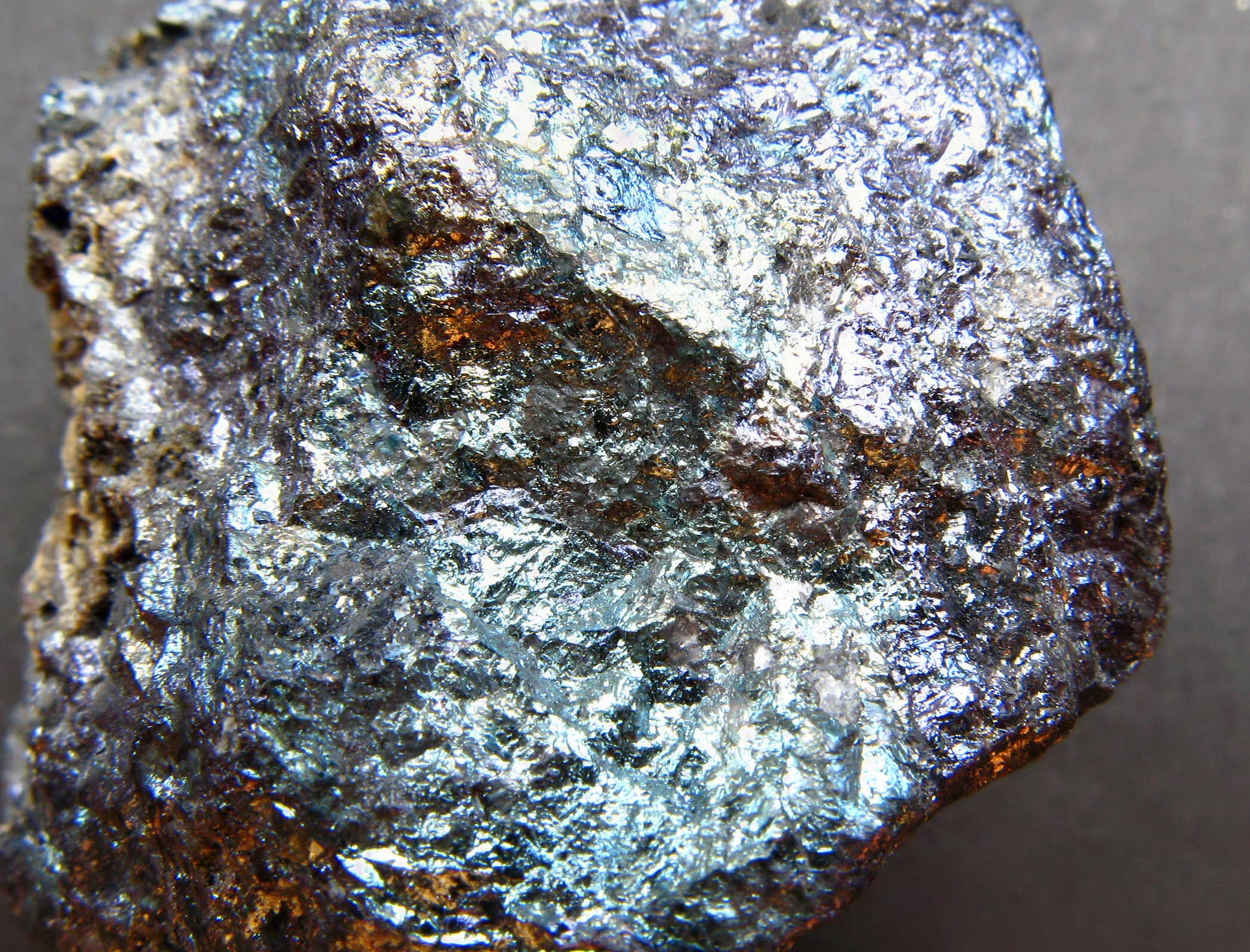
Sulfid Bornit aus Tsumeb, Namibia
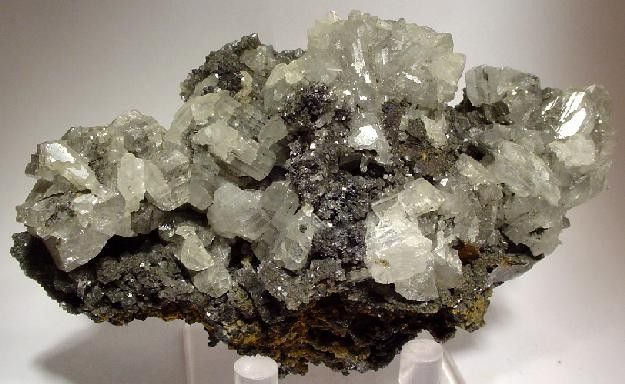
Sulfid Galenit (dunkel) mit carbonatischem Cerussit (hell) aus der Tsumeb Mine (Tsumcorp Mine), Tsumeb, Namibia
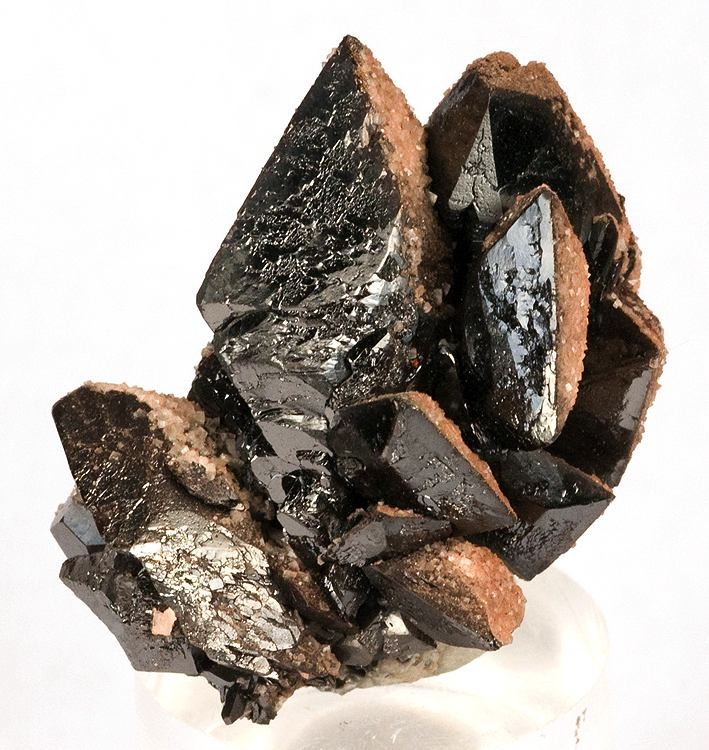
Vanadat Descloizit vom Berg Aukas, Distrikt Grootfontein, Otjozondjupa, Namibia
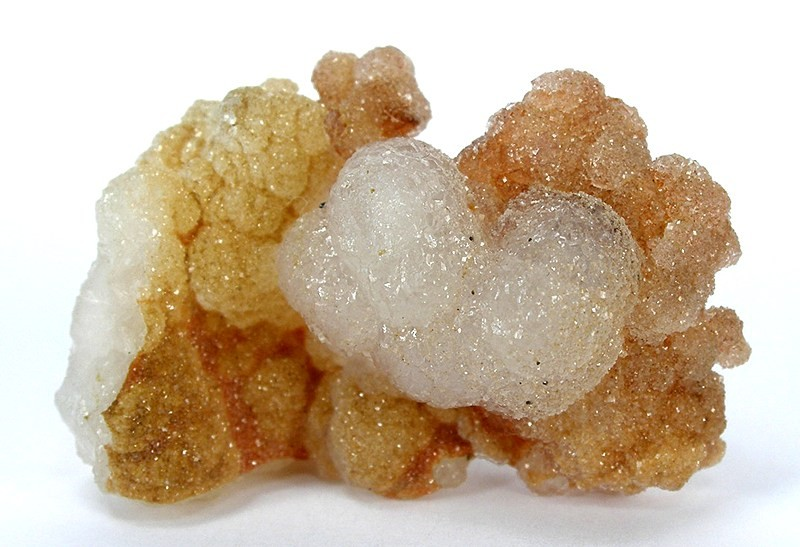
Silikat Willemit aus der Tsumeb Mine (Tsumcorp Mine), Namibia
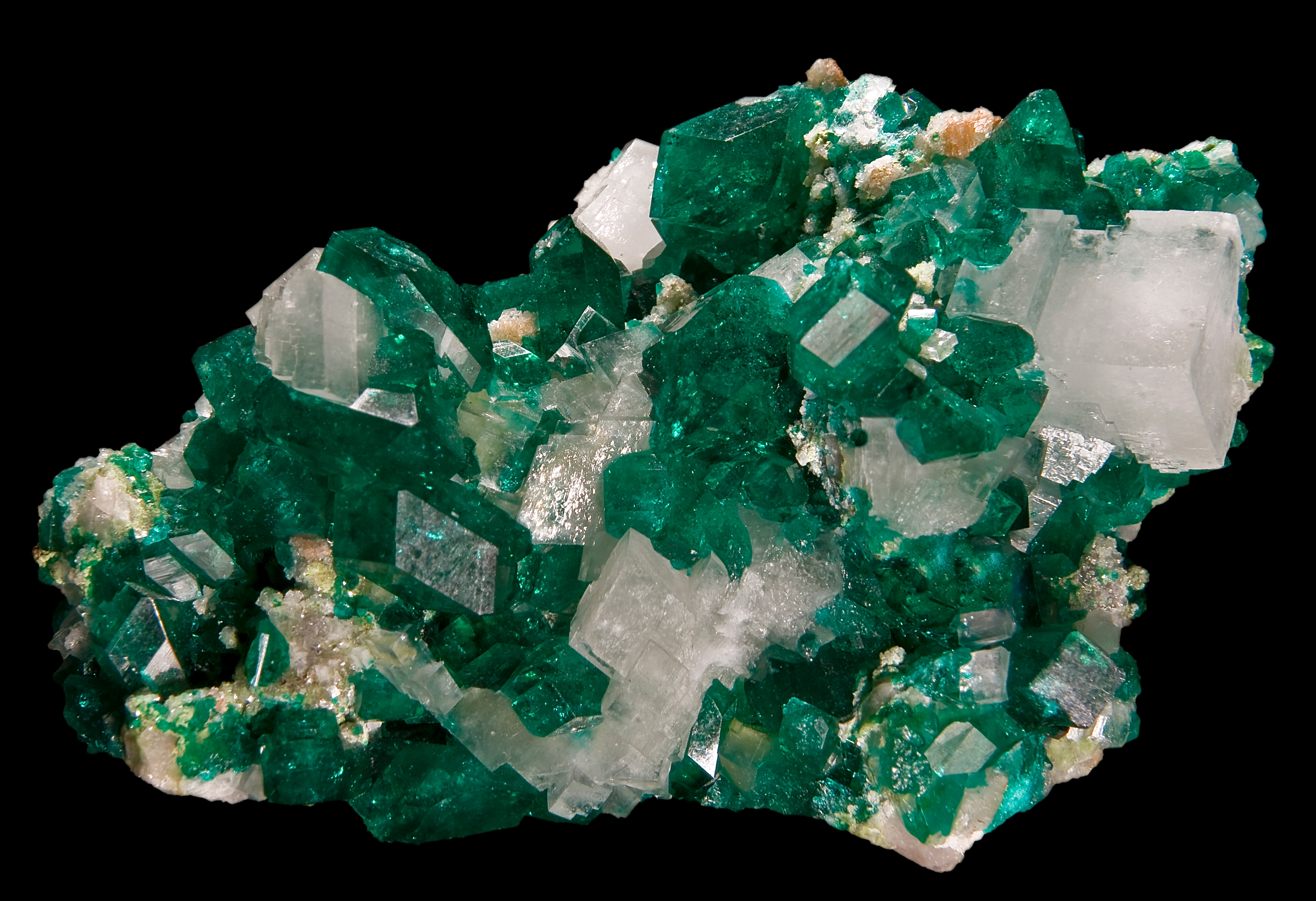
Silikat Dioptas auf Calcit aus Tsumeb, Namibia
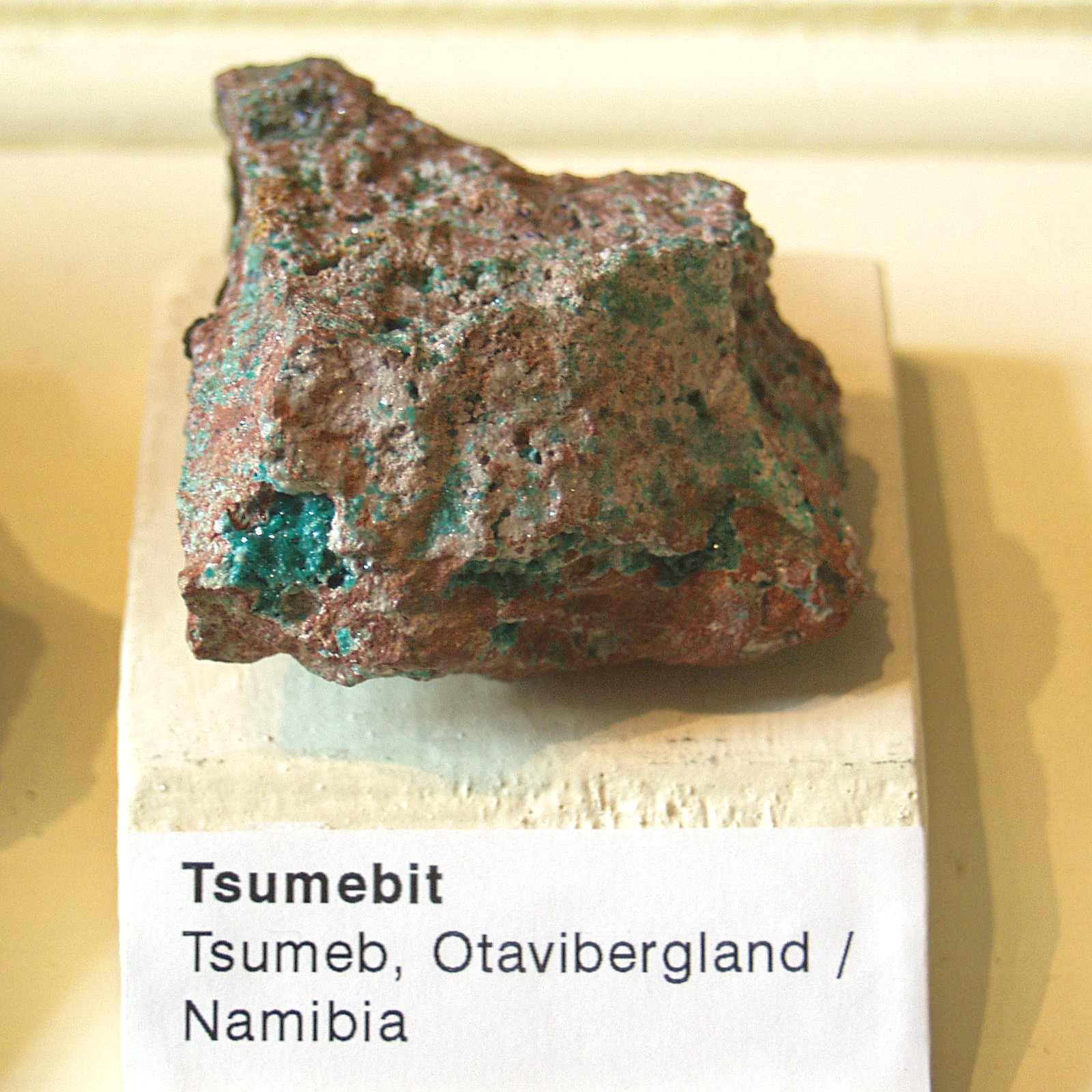
Phosphat Tsumebit aus Tsumeb, Namibia
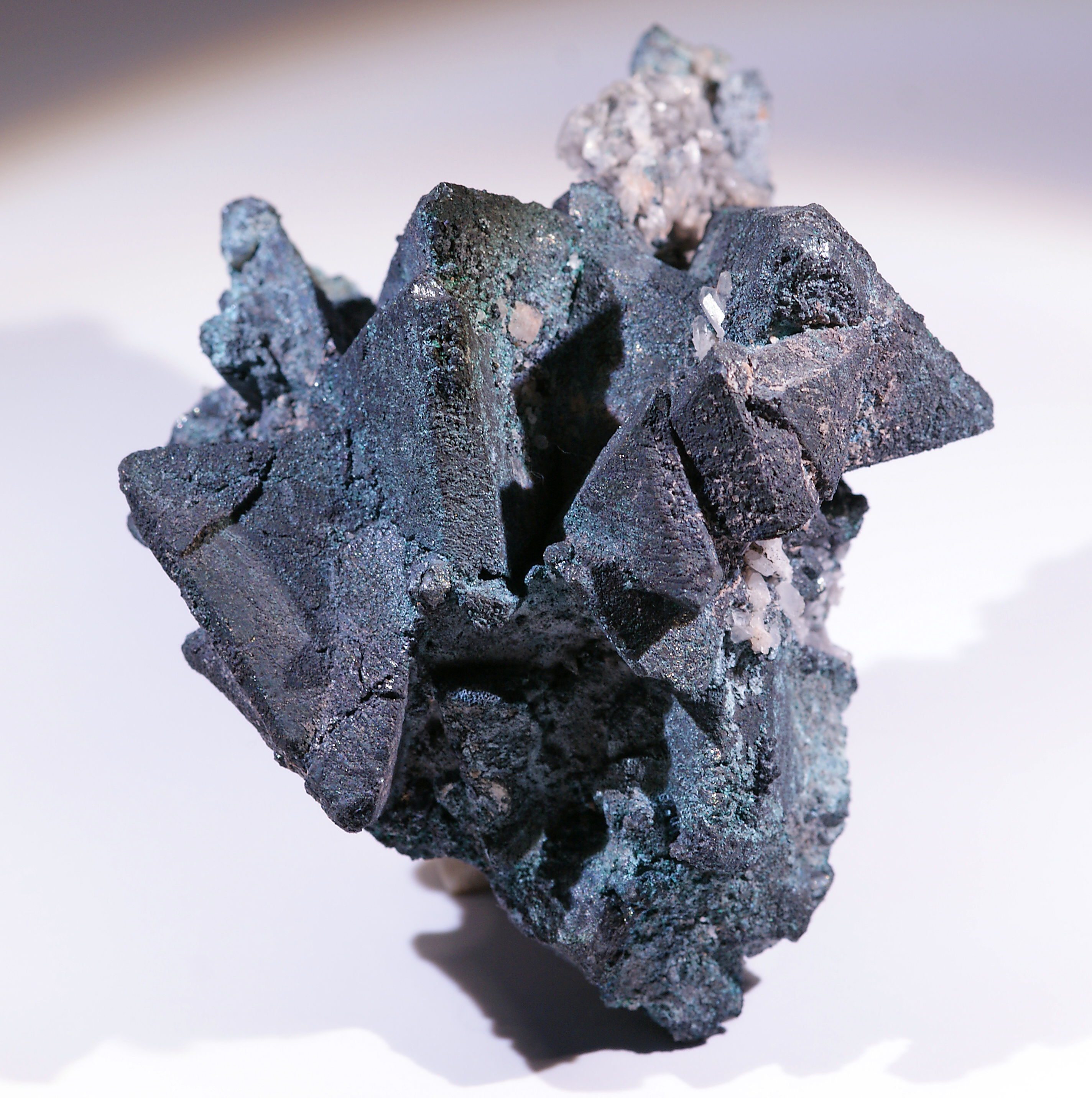
Tennantit aus der Tsumeb Mine in der Oshikoto-Region, Namibia

Nosib-Gruppe
Die in den Otavibergen abgelagerten Nosib-Sedimente enthalten überwiegend Kupfer-Blei-Erze. Sie mineralisierten in vor allem Sandsteinen sowie in Quarziten, Epidositen, Tuffen und Agglomeraten. Neben Kupfer und Blei kommen noch geringe Mengen an Gold, Silber und Vanadium vor. Kupfer- und Bleigehalte sind in den sulfidischen Mineralen Chalkopyrit (Kupferkies), Chalkosin (Kupferglanz) und Bornit (Buntkupferkies) bzw. Galenit (Bleiglanz) enthalten. In geringeren Mengen sind das sulfidische Mineral Pyrit (Schwefelkies) sowie das Blei-Zink-Vanadat Descloizit vorhanden. Die Erzbildung hat einen sedimentär-exhalativen bzw. vulkano-exhalativen Ursprung. Auch die Bildung der Bändererz-Horizonte in der glazigenen diamiktitischen Nosib-Schicht kann möglicherweise darauf zurückgeführt werden.
Diese Ablagerungsform wird als vulkanisch generierte massive sulfidische Erzvorkommen, kurz VMS-Typ (englisch Volcanogenic massive sulfide ore deposits) bezeichnet. Die Erzbildung erfolgte vermutlich zwischen 750 und 635 mya und begann somit mit den vulkanischen Aktivitäten während der Grabenbruchbildung und wurde abgeschlossen mit der glazigenen Diamiktit-Ablagerung der obersten Nosib-Formation.
Otavi-Gruppe
Die Otavi-Gruppe enthält in der basalen Untergruppe oberhalb des Diamiktit-Horizonts verschiedene Carbonatfolgen mit sulfidischen und nicht sulfidischen Buntmetall-Vorkommen. Die Carbonat-gebundene Blei- und Zink-Erzablagerung wird englisch Carbonate-hosted lead-zinc ore deposits oder auch englisch Mississippi Valley Type (MVT-Typ) bezeichnet. Hier dominieren Zink-Blei-Vanadium-Sulfide. Diese Buntmetall-Vorkommen sind nach der Typlokalität der Berg Aukas Mine in der Region Otjozondjupa als Berg Aukas-Typ bezeichnet. Die Metallgehalte in den Erzen betragen etwa 17 % Zink (Zn), 4 % Blei (Pb) und bis zu 2,6 % Vanadiumoxid. Geochemisch sind sie gekennzeichnet durch ein Zn-Pb>Cu-Verhältnis.
In der oberen Otavi-Untergruppe kommen hauptsächlich Blei-Kupfer (Cu)-Zink-Sulfide vor mit Metallkonzentrationen von 10 % Blei, 4,3 % Kupfer und 3,5 % Zink vor. Diese Erzlagerstätten werden nach der Gemeinde und Bergbaustadt Tsumeb als Tsumeb-Typ bezeichnet und haben ein geochemisches Verhältnis von Pb>Cu>Zn. Ähnliche Buntmetall-Laderstätten sind auch in den oberen Formationen der Mulden-Gruppe vorhanden, die am Nordrand der Otaviberge liegen. Hier werden vor allem Kupfer mit Gehalten von 2,6 % sowie Silber und Blei abgebaut.
Die Sulfide in diesen Vorkommen sind mit den Mineralen Sphalerit (Zinkblende), Galenit (Bleiglanz), Chalkopyrit (Kupferkies), Pyrit (Schwefelkies) und Tennantit (Arsenfahlerz) vertreten. Darüber hinaus kommen auch geringe Mengen an Kupfer- und Silber-Sulfide vor. Als Sekundärminerale sind das nicht sulfidische Silictamineral Willemite und das vanadiumhaltige Descloizit-Mineral assoziiert. Die Mineralisation und Erzbildung erfolgte entweder lagenweise oder in röhrenförmigen oder anders geformten Karststrukturen, die dann Ganglagerstätten und auch Boudinagen bilden. Dabei kam es auch zum Verdrängen von primären Ablagerungen, meistens feldspathaltigen Sandsteinen oder Carbonaten, durch die metallangereicherten Lösungen (englisch Polymetallic replacement deposit) (siehe auch → Metasomatose und Pseudomorphose).
Als Zeitspanne wird 560 bis 493 mya angegeben, in der verschiedene Deformations- und Metamorphosevorgänge im Damara-Gürtel stattfanden und die Mineralisation und Erzbildung beeinflussten.